# Ademira
Ademira är en opera seria i tre akter med musik av Andrea Luchesi och med libretto av Ferdinando Moretti.

## Historia
Verket hade urpremiär i maj 1784 på Teatro San Benedetto, Venedig för att hedra besöket av Sveriges kung Gustav III. På 2000-talet har operan uppförts i Italien på Festival Lodoviciano i Viadana med premiär den 23 september 2006 och på Teatro Dovizi i Bibbiena med premiär den 1 december 2006.

## Personer
- Alarico, gotisk kung  (baryton eller bas)
- Ademira (hans dotter) (sopran)
- Flavius Julius Valens, romersk kejsare (tenor)
- Auge (mezzosopran)
- Eutarco (tenor)
- Anicio (tenor)

## Handling
Operan utspelar sig i en gotisk huvudstad på 300-talet.